# Kalibo
Kalibo è una municipalità di prima classe delle Filippine, capoluogo della Provincia di Aklan, nella Regione del Visayas Occidentale.
Kalibo è formata da 16 baranggay:
- Andagaw
- Bachaw Norte
- Bachaw Sur
- Briones
- Buswang New
- Buswang Old
- Caano
- Estancia
- Linabuan Norte
- Mabilo
- Mobo
- Nalook
- Poblacion
- Pook
- Tigayon
- Tinigaw

## Infrastrutture e trasporti
La città è servita dal vicino aeroporto di Kalibo, che dista 3 chilometri dal centro.

## Luoghi di interesse

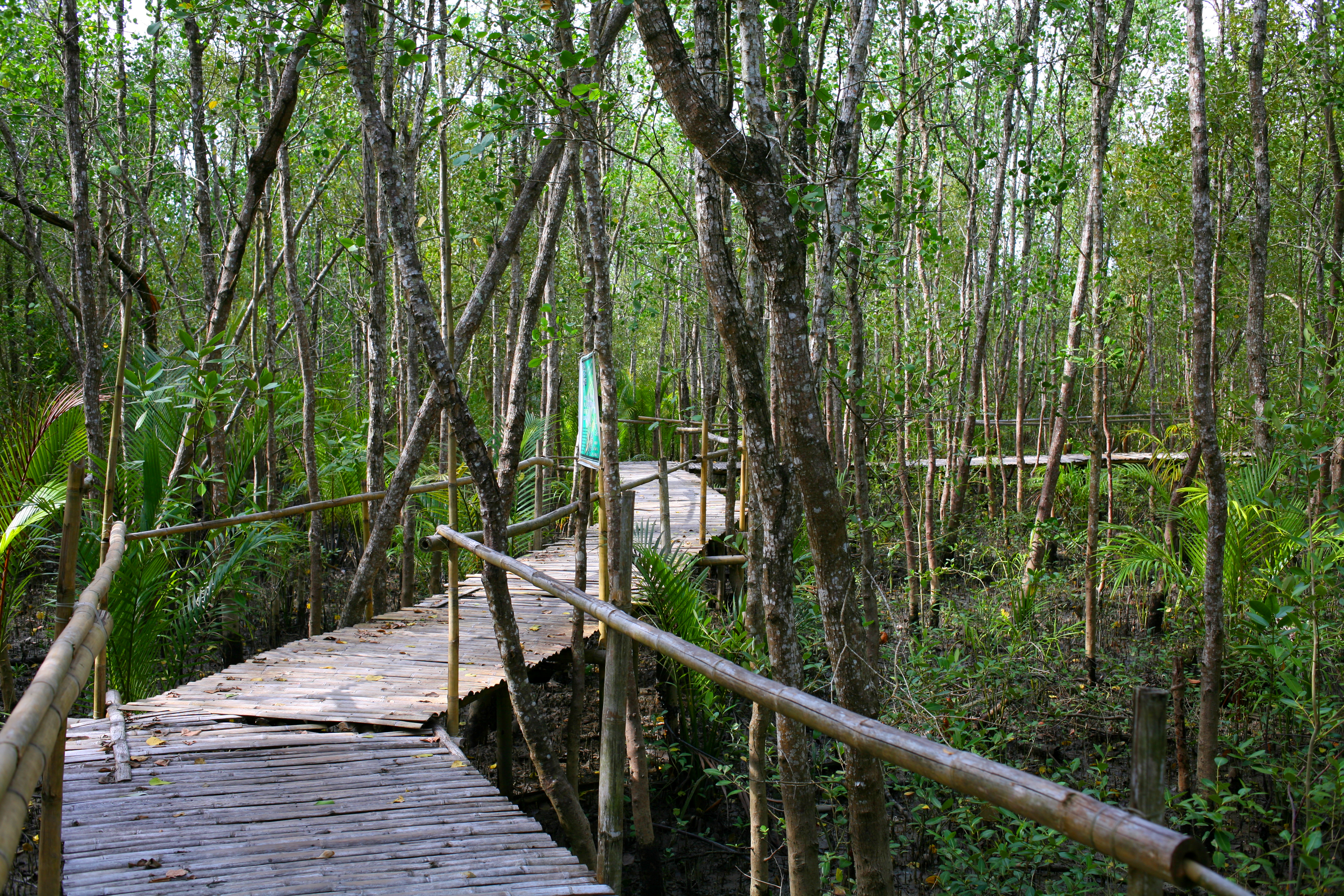
Il Bakhawan Eco-park

Alla periferia di Kalibo in barangay New Buswangin, un'area adiacente al mare, è visitabile il Bakhawan Eco-park and Research Centre, un parco naturale di 170 ettari che rientra in un importante piano di riforestazione della zona. Il parco è interamente ricoperto di mangrovie e un percorso costituito da una passerella di bambù lunga 850 metri permette ai visitatori di ammirarne la bellezza.